# Oleg Deripaska
Oleg Vladimirovici Deripaska (în rusă Оле́г Влади́мирович Дерипа́ска; n. 2 ianuarie 1968) este un om de afaceri rus, miliardar, președinte al consiliului de supervizori al companiei „Bazovîi element” (Базовый элемент, Elementul de bază), președinte al En+ Group și al companiei RUSAL, cea mai mare companie din lume din industria aluminiului. Deripaska este printre cei mai bogați 20 oameni din Rusia.

## Viața personală
Oleg Deripaska este căsătorit cu Polina (din 2001), fiica lui Valentin Iumașev, jurnalist, politician și om de afaceri. Soția sa este președinte al consiliului de directori al companiei Forward Media Group.
Cuplul are doi copii — Piotr (n. 2001) și Maria (n. 2003). Trăiesc în Moscova.

### Valoarea netă
În 2008, Forbes și-a estimat averea la 28 de miliarde de dolari americani, făcându-l pe cel de-al nouălea cel mai bogat om din lume. În 2009, rangul lui Deripaska a scăzut la un clasament de 164, iar Forbes a afirmat: "Nu poate să reziste piețelor care se prăbușesc și datoriile grele." În 2010, însă, averea estimată de 10,7 miliarde de dolari ia permis să se ridice la numărul 57 din lista de miliardari ai lumii. Potrivit revistei Forbes, el a înlăturat șefii celor două companii cele mai mari și a negociat personal cu guvernul rus, băncile și alți creditori pentru a-și restructura obligațiile de creditare. Deripaska însuși în 2007 a declarat că a declarat în mod constant că estimarea averii sale a fost exagerată, că nu a explicat în totalitate suma datoriei pe care a suportat-o și că ar trebui să fie pe locul zece pe lista rusă miliardari.
Forbes a estimat averea sa de la 3,3 miliarde de dolari americani în 2015 și de 5,2 miliarde în 2017.

## Avere
În 2008, Deripaska a fost numit cel mai bogat rus. În același an, potrivit revistei Forbes, în clasamentul mondial al miliardarilor, a ocupat locul 9 (cu o avere de 28 de miliarde de dolari). Cu o avere personală de 6,2 miliarde dolari, în 2015, Deripaska se clasează pe poziția a 17-a în lista celor mai bogați oameni din Rusia. În clasamentul mondial al miliardarilor, versiunea Forbes, la finele anului 2014 ocupa poiziția 230, pe care și-a menținut-o până la 16 aprilie 2015. În 2018, având o avere personală de 6,7 miliarde de dolari, Deripaska a luat poziția a 19-a pe lista celor mai bogați oameni de afaceri din Rusia. În clasamentul mondial al miliardarilor (conform revistei Forbes) în 2018 el a ocupat locul 248; începând cu 1 martie 2019, el a ocupat locul 612 în clasament.
| Indice          | 2007 | 2008 | 2009 | 2010 | 2011 | 2012 | 2013 | 2014 | 2015 | 2016 | 2017 | 2018                |
| Avere (mlrd. $) | 13,3 | 28,0 | 3,5  | 10,7 | 16,8 | 8,8  | 8,5  | 6.2  | 6.2  | 2,1  | 5,1  | 3,7 (la 01.03.2019) |
| Loc în lume     |      | 40   |      | 164  | 9    |      | 131  | 230  | 230  | 315  | 315  | 612 (la 01.03.2019) |
| Loc în Rusia    | 6    | 1    | 10   | 5    | 6    | 14   | 16   | 20   | 17   | 41   | 23   | 19                  |

Averea sa era evaluată la 1,7 miliarde de dolari americani în 2022, cu 2,1 miliarde mai mică decât în 2021.